# Oleamid
Oleamid je organická sloučenina a amid odvozený od kyseliny olejové. Jedná se o bezbarvou voskovou tuhou látku a vyskytuje se v přírodě. Někdy je označován jako primární amid mastné kyseliny (FAPA) je biosyntetizován z N-oleoylglycinu.

## Biochemické a lékařské aspekty
Pokud jde o přirozený výskyt, nejprve byl v lidské plazmě detekován oleamid. Později se ukázalo, že se akumuluje v cerebrospinální tekutině během deprivací spánku a způsobuje spánek u zvířat.
To bylo považováno za potenciální léčbu nálad a poruch spánku, stejně jako kanabinoid regulované deprese.
Pokud jde o účinky indukující spánek spekuluje se, že oleamid interaguje s mnoha neurotransmiterními systémy.

## Další výskyt
Syntetický oleamid má celou řadu průmyslových použití, jako je kluzné činidlo, mazivo a inhibitor koroze.
Oleamid uniká z polypropylenových plastů v laboratorních experimentech, což ovlivňuje experimentální výsledky. Vzhledem k tomu, že polypropylen se používá v řadě nádob na potraviny, jako například v případě jogurtu, je problém zkoumán.
Analýza 44 produktů obsahujících syntetické kanabinoidní léky uváděné na trh jako "bylinný kadidlo" odhalila oleamid v 7 testovaných produktech.

## Příbuzná témata
- Anandamid
- Amid hydrolázy mastných kyselin
- Virodhamine